# Bald Mountain (Utah)
Der Bald Mountain liegt im Westen der Uinta Mountains in Utah. Der einfachste Anstieg auf den 3640 m hohen Berg geht von dem Bald Mountain Pass aus. Der Pass überquert die Uinta Mountains zwischen dem Bald Mountain und dem Murdoch Mountain und stellt die höchstgelegene asphaltierte Straßenverbindung in Utah dar. Da der Anstieg auf den Bald Mountain relativ einfach ist, befindet er sich unter den populärsten großen Bergtouren in Utah. Die Wanderung zum Gipfel kann in einer zwei- bis dreistündigen Wanderung abgeschlossen werden.
Auf dem Berg leben Schneeziegen, Amerikanische Pfeifhasen und es wachsen viele Arten von Wildblumen dort.